# جمعیت ارمنیان بر پایه محدوده‌های شهری
جدول زیر فهرست محدوده‌های شهری با بیشترین جمعیت ارمنیان از جمله جمهوری ارمنستان، جمهوری آرتساخ و دیاسپورای ارمنی می‌باشد.

## جدیدترین داده‌ها
| محدوده شهری              | کشور                | داده‌های رسمی | داده‌های رسمی | داده‌های رسمی | داده‌های رسمی | برآوردها  | برآوردها  | برآوردها                    | برآوردها |
| محدوده شهری              | کشور                | ارمنیان      | مجموع        | %            | منبع         | پایین‌تر   | بالاتر    | منابع                       |          |
| ------------------------ | ------------------- | ------------ | ------------ | ------------ | ------------ | --------- | --------- | --------------------------- | -------- |
| ایروان                   | ارمنستان            | ۱٬۰۴۸٬۹۴۰    | ۱٬۰۶۰٬۱۳۸    | ۹۸٫۹٪        | سرشماری ۲۰۱۱ | ۱٬۰۹۱٬۷۰۰ | ۱٬۰۹۱٬۷۰۰ | [ ۲ ]                       |          |
| لس آنجلس بزرگ            | ایالات متحده آمریکا | ۲۱۸٬۳۲۱      | ۱۸٬۷۸۸٬۸۰۰   | ۱٫۱۶٪        | برآورد ۲۰۱۷  | ۴۰۰٬۰۰۰   | ۶۰۰٬۰۰۰   | [ ۴ ]                       |          |
| مسکو                     | روسیه               | ۱۶۹٬۷۷۲      | ۱۸٬۵۹۸٬۶۲۱   | ۰٫۹۱٪        | سرشماری ۲۰۱۰ | ۲۰۰٬۰۰۰   | ۶۰۰٬۰۰۰   | [ ۶ ]                       |          |
| روستوف-نا-دونو           | روسیه               | ۸۳٬۱۲۳       | ۲٬۱۵۸٬۳۰۷    | ۳٫۸۵٪        | سرشماری ۲۰۱۰ | ۱۵۰٬۰۰۰   | ۲۰۰٬۰۰۰   | [ ۹ ]                       |          |
| سوچی                     | روسیه               | ۸۱٬۸۶۴       | ۴۲۰٬۵۸۹      | ۱۹٫۴۶٪       | سرشماری ۲۰۱۰ | ۱۲۰٬۰۰۰   | ۱۶۰٬۰۰۰   | [ ۱۱ ] [ ۱۲ ]               |          |
| گیومری                   | ارمنستان            | ۱۲۱٬۹۷۶      | ۱۲۱٬۹۷۶      | ۹۹%          | سرشماری ۲۰۱۱ | ۱۱۲٬۱۰۰   | ۱۱۲٬۱۰۰   | [ ۲ ]                       |          |
| پاریس                    | فرانسه              | —            | —            | —            | —            | ۱۰۰٬۰۰۰   | ۲۰۰٬۰۰۰   | [ ۱۴ ] [ ۱۵ ]               |          |
| آب‌های معدنی قفقاز        | روسیه               | ۸۳٬۷۴۳       | ۸۷۴٬۰۲۲      | ۹٫۵۸٪        | سرشماری ۲۰۱۰ | ۸۳٬۰۰۰    | ۱۰۸٬۰۰۰   | [ ج ]                       |          |
| تفلیس                    | گرجستان             | ۵۳٬۴۰۹       | ۱٬۱۰۸٬۷۱۷    | ۴٫۸٪         | سرشماری ۲۰۲۰ | ۸۰٬۰۰۰    | ۱۲۰٬۰۰۰   | [ ۲۲ ]                      |          |
| مارسی                    | فرانسه              | —            | —            | —            | —            | ۸۰٬۰۰۰    | ۱۵۰٬۰۰۰   | [ ۲۳ ] [ ۲۴ ] [ ۲۵ ] [ ۱۵ ] |          |
| ولگوگراد                 | روسیه               | ۲۰٬۲۶۵       | ۱٬۵۰۵٬۸۰۹    | ۱٫۳۵٪        | سرشماری ۲۰۱۰ | ۸۰٬۰۰۰    | ۱۲۰٬۰۰۰   | [ ۲۸ ] [ ۲۹ ]               |          |
| وانادزور                 | ارمنستان            | ۸۶٬۱۹۹       | ۸۶٬۱۹۹       | ۹۹%          | سرشماری ۲۰۱۱ | ۷۶٬۹۰۰    | ۷۶٬۹۰۰    | [ ۲ ]                       |          |
| کراسنودار                | روسیه               | ۴۲٬۵۵۸       | ۱٬۲۳۲٬۱۷۶    | ۳٫۴۵٪        | سرشماری ۲۰۱۰ | ۷۰٬۰۰۰    | ۷۰٬۰۰۰    | [ ۳۲ ] [ ۳۳ ]               |          |
| چرنومورسک (دریای سیاه)   | روسیه               | ۴۷٬۲۷۲       | ۷۸۱٬۲۸۹      | ۶٫۰۵٪        | سرشماری ۲۰۱۰ | ۶۳٬۰۰۰    | ۸۶٬۰۰۰    | [ د ]                       |          |
| بوئنوس آیرس              | آرژانتین            | —            | —            | —            | —            | ۶۰٬۰۰۰    | ۷۰٬۰۰۰    | [ ۴۲ ] [ ۴۳ ]               |          |
| استپاناکرت               | جمهوری آرتساخ       | ۵۵٬۳۰۹       | ۵۵٬۳۰۹       | ۹۹%          | سرشماری ۲۰۱۵ | ۵۸٬۳۰۰    | ۵۸٬۳۰۰    | [ ۴۶ ]                      |          |
| منطقه کلان‌شهری نیویورک   | ایالات متحده آمریکا | ۳۴٬۹۷۸       | ۲۳٬۸۷۶٬۱۵۵   | ۰٫۱۵٪        | برآورد ۲۰۱۷  | ۵۰٬۰۰۰    | ۱۵۰٬۰۰۰   | [ ۴۷ ] [ ۴۸ ] [ ۴۹ ]        |          |
| سن پترزبورگ              | روسیه               | ۲۷٬۰۴۳       | ۶٬۵۹۶٬۴۳۴    | ۰٫۴٪         | سرشماری ۲۰۱۰ | ۵۰٬۰۰۰    | ۱۰۰٬۰۰۰   | [ ۵۰ ] [ ۵۱ ]               |          |
| بوستون بزرگ              | ایالات متحده آمریکا | ۳۷٬۵۳۴       | ۸٬۲۳۳٬۲۷۰    | ۰٫۴۶٪        | برآورد ۲۰۱۷  | ۵۰٬۰۰۰    | ۷۰٬۰۰۰    | [ ۵۲ ] [ ۵۳ ] [ ۵۴ ]        |          |
| استانبول                 | ترکیه               | —            | —            | —            | —            | ۵۰٬۰۰۰    | ۶۰٬۰۰۰    | [ ۵۵ ] [ ۵۶ ] [ ۵۷ ] [ ۵۸ ] |          |
| واغارشاپات               | ارمنستان            | ۴۶٬۵۴۰       | ۴۶٬۵۴۰       | ۹۹%          | سرشماری ۲۰۱۱ | ۴۶٬۴۰۰    | ۴۶٬۴۰۰    | [ ۲ ]                       |          |
| لیون                     | فرانسه              | —            | —            | —            | —            | ۴۵٬۰۰۰    | ۱۰۰٬۰۰۰   | [ ۵۹ ] [ ۶۰ ] [ ۶۱ ] [ ۱۵ ] |          |
| تهران                    | ایران               | —            | —            | —            | —            | ۴۵٬۰۰۰    | ۵۰٬۰۰۰    | [ ۶۲ ] [ ۶۳ ] [ ۶۴ ]        |          |
| آبوویان                  | ارمنستان            | ۴۳٬۴۹۵       | ۴۳٬۴۹۵       | ۹۹%          | سرشماری ۲۰۱۱ | ۴۵٬۰۰۰    | ۴۵٬۰۰۰    | [ ۲ ]                       |          |
| کاپان                    | ارمنستان            | ۴۳٬۱۹۰       | ۴۳٬۱۹۰       | ۹۹%          | سرشماری ۲۰۱۱ | ۴۲٬۰۰۰    | ۴۲٬۰۰۰    | [ ۲ ]                       |          |
| آرماویر                  | روسیه               | ۳۵٬۶۱۳       | ۵۰۲٬۰۷۰      | ۷٫۰۹٪        | سرشماری ۲۰۱۰ |           |           |                             |          |
| بیروت                    | لبنان               | —            | —            | —            | —            | ۴۰٬۰۰۰    | ۱۲۰٬۰۰۰   | [ ۶۶ ] [ ۶۷ ]               |          |
| کلان‌شهر تورنتو           | کانادا              | ۲۱٬۷۱۰       | ۶٬۴۱۷٬۵۱۶    | ۰٫۳۴٪        | سرشماری ۲۰۱۶ | ۴۰٬۰۰۰    | ۵۰٬۰۰۰    | [ ۶۹ ]                      |          |
| منطقه کلان‌شهری مونترال   | کانادا              | ۲۶٬۱۰۰       | ۴٬۰۹۸٬۹۲۷    | ۰٫۶۴٪        | سرشماری ۲۰۱۶ | ۴۰٬۰۰۰    | ۵۰٬۰۰۰    | [ ۷۰ ] [ ۷۱ ]               |          |
| کلان‌شهر دیترویت          | ایالات متحده آمریکا | ۱۰٬۸۳۴       | ۵٬۳۳۶٬۲۸۶    | ۰٫۲٪         | برآورد ۲۰۱۷  | ۴۰٬۰۰۰    | ۴۰٬۰۰۰    | [ ۷۲ ]                      |          |
| هرازدان                  | ارمنستان            | ۴۱٬۸۷۵       | ۴۱٬۸۷۵       | ۹۹%          | سرشماری ۲۰۱۱ | ۳۹٬۹۰۰    | ۳۹٬۹۰۰    | [ ۲ ]                       |          |
| منطقه خلیج سان فرانسیسکو | ایالات متحده آمریکا | ۱۸٬۸۰۶       | ۸٬۸۳۷٬۷۸۹    | ۰٫۲۱٪        | برآورد ۲۰۱۷  | ۳۵٬۰۰۰    | ۵۰٬۰۰۰    | [ ۷۳ ] [ ۷۴ ]               |          |
| آرماویر                  | ارمنستان            | ۲۹٬۳۱۹       | ۲۹٬۳۱۹       | ۹۹%          | سرشماری ۲۰۱۱ | ۲۷٬۷۰۰    | ۲۷٬۷۰۰    | [ ۲ ]                       |          |
| سیدنی                    | استرالیا            | ۱۲٬۵۵۳       | ۴٬۸۲۳٬۹۹۴    | ۰٫۲۶٪        | سرشماری ۲۰۱۶ | ۲۵٬۰۰۰    | ۳۰٬۰۰۰    | [ ۷۶ ]                      |          |
| استاوروپول               | روسیه               | ۲۵٬۸۱۵       | ۵۲۱٬۸۲۵      | ۴٫۹۵٪        | سرشماری ۲۰۱۰ | ۲۵٬۰۰۰    | ۸۰٬۰۰۰    | [ ۱۸ ] [ ۷۷ ]               |          |
| ماسیس                    | ارمنستان            | ۲۰٬۲۱۵       | ۲۰٬۲۱۵       | ۹۹%          | سرشماری ۲۰۱۱ | ۲۰٬۷۰۰    | ۲۰٬۷۰۰    | [ ۲ ]                       |          |
| چارنتساوان               | ارمنستان            | ۲۰٬۳۶۳       | ۲۰٬۳۶۳       | ۹۹%          | سرشماری ۲۰۱۱ | ۲۰٬۳۰۰    | ۲۰٬۳۰۰    | [ ۲ ]                       |          |
| آرارات                   | ارمنستان            | ۲۰٬۲۳۵       | ۲۰٬۲۳۵       | ۹۹%          | سرشماری ۲۰۱۱ | ۲۰٬۳۰۰    | ۲۰٬۳۰۰    | [ ۲ ]                       |          |
| حلب                      | سوریه               | —            | —            | —            | —            | ۲۰٬۰۰۰    | ۴۰٬۰۰۰    | [ ۷۸ ] [ ۷۹ ]               |          |
| Samara-Tolyatti          | روسیه               | ۱۹٬۸۰۱       | ۲٬۷۴۶٬۱۵۸    | ۰٫۷۲٪        | سرشماری ۲۰۱۰ | ۲۰٬۰۰۰    | ۲۲٬۰۰۰    | [ ۸۲ ] [ ۸۳ ]               |          |
| ایجوان                   | ارمنستان            | ۲۱٬۰۸۱       | ۲۱٬۰۸۱       | ۹۹%          | سرشماری ۲۰۱۱ | ۲۰٬۰۰۰    | ۲۰٬۰۰۰    | [ ۲ ]                       |          |
| گوریس                    | ارمنستان            | ۲۰٬۵۹۱       | ۲۰٬۵۹۱       | ۹۹%          | سرشماری ۲۰۱۱ | ۱۹٬۹۰۰    | ۱۹٬۹۰۰    | [ ۲ ]                       |          |
| آرتاشات                  | ارمنستان            | ۲۲٬۲۶۹       | ۲۲٬۲۶۹       | ۹۹%          | سرشماری ۲۰۱۱ | ۱۹٬۱۰۰    | ۱۹٬۱۰۰    | [ ۲ ]                       |          |
| گاوار                    | ارمنستان            | ۲۰٬۷۶۵       | ۲۰٬۷۶۵       | ۹۹%          | سرشماری ۲۰۱۱ | ۱۷٬۹۰۰    | ۱۷٬۹۰۰    | [ ۲ ]                       |          |

## تاریخی
پیش‌فرض بر اساس اندازه جمعیت ارمنیان مرتب شده‌است

### امپراتوری روسیه
| شهر                    | مجموع   | ارمنیان | %     | Ref    |
| ---------------------- | ------- | ------- | ----- | ------ |
| Tiflis (تفلیس)         | ۱۵۹٬۵۹۰ | ۴۷٬۱۳۳  | ۲۹٫۵٪ |        |
| روستوف-نا-دونو         | ۳۶۹٬۷۳۲ | ۲۵٬۶۰۴  | ۶٫۹٪  | [ ۸۶ ] |
| آلکساندراپول (گیومری)  | ۳۰٬۶۱۶  | ۲۱٬۷۷۱  | ۷۱٫۱٪ |        |
| باکو                   | ۱۱۱٬۹۰۴ | ۱۹٬۰۹۹  | ۱۷٫۱٪ |        |
| شوشی                   | ۲۵٬۸۸۱  | ۱۴٬۴۲۰  | ۵۵٫۷٪ |        |
| اریوان (ایروان)        | ۲۹٬۰۰۶  | ۱۲٬۵۲۳  | ۴۳٫۲٪ |        |
| یلیزاوت‎‌پول (گنجه)      | ۳۳٬۶۲۵  | ۱۲٬۰۵۵  | ۳۵٫۹٪ |        |
| قارص                   | ۲۰٬۸۰۵  | ۱۰٬۳۳۲  | ۴۹٫۷٪ |        |
| آخالتسیخ (آخالتسیخه)   | ۱۵٬۳۵۷  | ۹٬۰۳۵   | ۵۸٫۸٪ |        |
| نوووبایزیت (گاوار)     | ۸٬۴۸۶   | ۸٬۰۹۴   | ۹۵٫۴٪ |        |
| باتوم (باتومی)         | ۲۸٬۵۰۸  | ۶٬۸۳۹   | ۲۴٫۰٪ |        |
| اچمیادزین (واغارشاپات) | ۵٬۲۶۷   | ۴٬۹۹۶   | ۹۴٫۹٪ |        |

| شهر                   | مجموع   | ارمنیان | %     |
| --------------------- | ------- | ------- | ----- |
| تفلیس (تبیلیسی)       | ۳۴۶٬۷۶۶ | ۱۴۹٬۲۹۴ | ۴۳٫۱٪ |
| باکو                  | ۲۶۲٬۴۲۲ | ۶۲٬۳۵۷  | ۲۳٫۸٪ |
| آلکساندراپول (گیومری) | ۵۱٬۸۷۴  | ۴۵٬۴۴۶  | ۸۷٫۶٪ |
| اریوان (ایروان)       | ۵۱٬۲۸۶  | ۳۷٬۲۲۳  | ۷۲٫۶٪ |
| قارص                  | ۳۰٬۵۱۴  | ۲۵٬۶۶۵  | ۸۴٫۱٪ |
| شوشی                  | ۴۳٬۸۶۹  | ۲۳٬۳۹۶  | ۵۳٫۳٪ |
| آخالتسی (آخالتسیخه)   | ۲۵٬۴۷۰  | ۱۸٬۱۶۵  | ۷۱٫۳٪ |
| نوووبایزیت (گاوار)    | ۱۴٬۷۴۸  | ۱۴٬۳۵۰  | ۹۷٫۳٪ |
| یلیزاوت‌پول (گنجه)     | ۵۷٬۷۳۱  | ۱۲٬۱۲۵  | ۲۱٫۰٪ |
| آخالکالاک             | ۷٬۰۵۵   | ۶٬۱۵۱   | ۸۷٫۲٪ |
| باتوم (باتومی)        | ۲۰٬۰۲۰  | ۵٬۵۲۴   | ۲۷٫۶٪ |
| آرتوین                | ۶٬۹۹۷   | ۵٬۴۵۱   | ۷۷٫۹٪ |
| ناخیجوان (نخجوان)     | ۸٬۹۳۴   | ۲٬۶۶۵   | ۲۹٫۸٪ |

### اتحاد شوروی

#### سرشماری ۱۹۲۶
تنها شهرها در جمهوری فدراتیو سوسیالیستی قفقاز جنوبی شوروی are listed below
| شهر        | اتحاد شوروی                       | مجموع   | ارمنیان | %     | منابع  |
| ---------- | --------------------------------- | ------- | ------- | ----- | ------ |
| تفلیس      | جمهوری سوسیالیستی گرجستان شوروی   | ۲۹۴٬۰۴۴ | ۱۰۰٬۱۴۸ | ۳۴٫۱٪ | [ ۸۸ ] |
| باکو       | جمهوری سوسیالیستی آذربایجان شوروی | ۴۵۳٬۳۳۳ | ۷۶٬۶۵۶  | ۱۶٫۹٪ | [ ۸۹ ] |
| ایروان     | جمهوری سوسیالیستی ارمنستان شوروی  | ۶۷٬۱۲۱  | ۵۹٬۸۳۸  | ۸۹٫۲٪ | [ ۹۰ ] |
| گیومری     | جمهوری سوسیالیستی ارمنستان شوروی  | ۴۲٬۳۱۳  | ۳۷٬۵۲۰  | ۸۸٫۷٪ | [ ۹۱ ] |
| گنجه       | جمهوری سوسیالیستی آذربایجان شوروی | ۵۷٬۳۹۳  | ۱۶٬۱۴۸  | ۲۸٫۱٪ | [ ۸۹ ] |
| باتومی     | جمهوری سوسیالیستی گرجستان شوروی   | ۴۸٬۴۷۴  | ۱۰٬۲۳۳  | ۲۱٫۱٪ | [ ۸۸ ] |
| گاوار      | جمهوری سوسیالیستی ارمنستان شوروی  | ۸٬۴۴۷   | ۸٬۴۰۸   | ۹۹٫۵٪ | [ ۹۲ ] |
| واغارشاپات | جمهوری سوسیالیستی ارمنستان شوروی  | ۸٬۴۳۶   | ۸٬۳۵۹   | ۹۹٫۱٪ | [ ۹۳ ] |

#### سرشماری ۱۹۵۹
شهرهای برگزیده‌شده، از جمله ۳ شهرپرجمعیت‌ترین در ارمنستان شوروی
| شهر        | اتحاد شوروی                           | مجموع     | ارمنیان | %     | منابع |
| ---------- | ------------------------------------- | --------- | ------- | ----- | ----- |
| ایروان     | جمهوری سوسیالیستی ارمنستان شوروی      | ۵۰۹٬۳۴۰   | ۴۷۳٬۷۴۲ | ۹۳٫۰٪ |       |
| تبیلیسی    | جمهوری سوسیالیستی گرجستان شوروی       | ۶۹۴٬۶۶۴   | ۱۴۹٬۲۵۸ | ۲۱٫۵٪ |       |
| باکو       | جمهوری سوسیالیستی آذربایجان شوروی     | ۶۴۲٬۵۰۷   | ۱۳۷٬۱۱۱ | ۲۱٫۳٪ |       |
| گیومری     | جمهوری سوسیالیستی ارمنستان شوروی      | ۱۰۸٬۴۴۶   | ۱۰۰٬۹۶۰ | ۹۳٫۱٪ |       |
| وانادزور   | جمهوری سوسیالیستی ارمنستان شوروی      | ۴۹٬۴۲۳    |         |       |       |
| گنجه       | جمهوری سوسیالیستی آذربایجان شوروی     | ۱۳۸٬۲۳۹   | ۳۷٬۴۶۲  | ۲۷٫۱٪ |       |
| مسکو       | جمهوری فدراتیو سوسیالیستی روسیه شوروی | ۵٬۰۸۵٬۵۸۱ | ۱۸٬۳۷۹  | ۰٫۴٪  |       |
| استپاناکرت | جمهوری سوسیالیستی آذربایجان شوروی     | ۱۹٬۷۰۳    | ۱۷٬۶۴۰  | ۸۹٫۵٪ |       |
| باتوم      | جمهوری سوسیالیستی گرجستان شوروی       | ۸۲٬۳۲۸    | ۱۲٬۷۴۳  | ۱۵٫۵٪ |       |
| تاشکند     | جمهوری سوسیالیستی ازبکستان شوروی      | ۹۱۱٬۹۳۰   | ۱۰٬۵۰۰  | ۱٫۲٪  |       |

#### سرشماری ۱۹۷۹
شهرهای برگزیده
| شهر         | اتحاد شوروی                           | مجموع     | ارمنیان | %     | منابع |
| ----------- | ------------------------------------- | --------- | ------- | ----- | ----- |
| ایروان      | جمهوری سوسیالیستی ارمنستان شوروی      | ۱٬۰۳۰٬۹۶۹ | ۹۸۶٬۸۱۲ | ۹۵٫۷٪ |       |
| باکو        | جمهوری سوسیالیستی آذربایجان شوروی     | ۱٬۵۳۳٬۲۳۵ | ۲۱۵٬۸۰۷ | ۱۴٫۱٪ |       |
| لنیناکان    | جمهوری سوسیالیستی ارمنستان شوروی      | ۲۰۶٬۶۱۳   |         |       |       |
| تبیلیسی     | جمهوری سوسیالیستی گرجستان شوروی       | ۱٬۰۵۶٬۱۴۰ | ۱۵۲٬۹۰۰ | ۱۴٫۵٪ |       |
| کیروواکان   | جمهوری سوسیالیستی ارمنستان شوروی      | ۱۴۶٬۰۳۶   |         |       |       |
| کیرووآباد   | جمهوری سوسیالیستی آذربایجان شوروی     | ۲۳۱٬۶۹۱   | ۴۰٬۷۴۱  | ۱۷٫۶٪ |       |
| استپاناکرت  | جمهوری سوسیالیستی آذربایجان شوروی     | ۳۸٬۹۴۸    | ۳۳٬۸۹۸  | ۸۷٫۰٪ |       |
| مسکو        | جمهوری فدراتیو سوسیالیستی روسیه شوروی | ۷٬۹۳۱٬۶۰۲ | ۳۱٬۴۱۴  | ۰٫۴٪  |       |
| تاشکند      | جمهوری سوسیالیستی ازبکستان شوروی      | ۱٬۷۵۹٬۴۱۹ | ۱۶٬۶۹۲  | ۰٫۹٪  |       |
| عشق‌آباد     | جمهوری سوسیالیستی ترکمنستان شوروی     | ۳۱۱٬۶۴۴   | ۱۴٬۱۹۵  | ۴٫۶٪  |       |
| باتومی      | جمهوری سوسیالیستی گرجستان شوروی       | ۱۲۲٬۲۹۲   | ۱۳٬۹۳۶  | ۱۱٫۴٪ |       |
| سومقاییت    | جمهوری سوسیالیستی آذربایجان شوروی     | ۲۰۵٬۶۹۴   | ۱۳٬۸۱۸  | ۶٫۷٪  |       |
| آخالکالاک   | جمهوری سوسیالیستی گرجستان شوروی       | ۱۳٬۲۲۴    | ۱۱٬۸۷۹  | ۸۹٫۸٪ |       |
| سوخومی      | جمهوری سوسیالیستی گرجستان شوروی       | ۱۰۸٬۳۳۷   | ۱۱٬۸۲۳  | ۱۰٫۹٪ |       |
| آخالتسیخه   | جمهوری سوسیالیستی گرجستان شوروی       | ۱۹٬۵۸۷    | ۱۰٬۲۷۸  | ۵۲٫۵٪ |       |
| سن پترزبورگ | جمهوری فدراتیو سوسیالیستی روسیه شوروی | ۴٬۵۶۸٬۵۴۸ | ۷٬۹۹۵   | ۰٫۲٪  |       |
| روستاوی     | جمهوری سوسیالیستی گرجستان شوروی       | ۱۲۹٬۴۵۹   | ۶٬۷۰۷   | ۵٫۲٪  |       |